# Genic
Albums de Namie Amuro
Feel
(2013)
_genic est le 11e album régulier de Namie Amuro et le 2e sorti par Dimension Point.

## Présentation
L'album sort le 10 juin 2015 au Japon sur le label Dimension Point, deux ans après le précédent album original de la chanteuse, Feel. Il sort aussi au format "CD+DVD" et "CD+Blu-ray" avec un DVD ou un Blu-ray en supplément contenant cinq clips vidéos et le CD contient treize pistes inédites.

## Liste des titres
| 1.  | Photogenic                                                         |  |
| 2.  | Time Has Come                                                      |  |
| 3.  | Golden Touch                                                       |  |
| 4.  | Birthday                                                           |  |
| 5.  | It                                                                 |  |
| 6.  | Scream                                                             |  |
| 7.  | Fashionista                                                        |  |
| 8.  | Fly                                                                |  |
| 9.  | B Who I Want 2 B feat. U hum sneak it                              |  |
| 10. | Stranger                                                           |  |
| 11. | Every Woman                                                        |  |
| 12. | Space Invader                                                      |  |
| 13. | Anything                                                           |  |
| 14. | What I Did For Love (David Guetta feat. Namie Amuro) (Bonus track) |  |

| 1. | Golden Touch (Music Video) |  |
| 2. | Birthday (Music Video)     |  |
| 3. | Fashionista (Music Video)  |  |
| 4. | Stranger (Music Video)     |  |
| 5. | Anything (Music Video)     |  |